# Vanessa Joan Müller
Vanessa Joan Müller (* 1968 in Hamburg) ist eine deutsche Kunsthistorikerin und Ausstellungskuratorin. Sie ist Verfasserin zahlreicher Publikationen zur zeitgenössischen Kunst.

## Leben
Müller studierte Kunstgeschichte und Filmwissenschaften an der Ruhr-Universität Bochum und promovierte im Fach Kunstgeschichte. Von 2000 bis 2006 war sie Kuratorin beim Frankfurter Kunstverein in Frankfurt am Main, wo sie unter anderem gemeinsam mit Nicolaus Schafhausen die Ausstellungen New Heimat (2001), non-places (2002) und Adorno. Die Möglichkeit des Unmöglichen (2003) kuratierte. Von 2006 bis 2007 war sie wissenschaftliche Leiterin des Projektes European Kunsthalle in Köln, das Perspektiven von Institutionen in zeitgenössischer Kunst in Theorie und Praxis untersucht hat. Exemplarisch geschah das in der Ausstellung Modelle für Morgen (2007).
Von 2007 bis 2011 war sie Direktorin des Kunstvereins für die Rheinlande und Westfalen in Düsseldorf, wo sie Einzelausstellungen mit Gerard Byrne, Ulla von Brandenburg, Henrik Plenge Jakobsen, Isabelle Cornaro, Florian Pumhösl, Nicole Wermers, sowie zahlreiche Gruppenausstellungen organisiert. Gemeinsam mit der Kunsthalle Düsseldorf konzipierte Projekte waren die Ausstellungen Palermo (2007) sowie Von realer Gegenwart. Marcel Broodthaers heute (2010). Im September 2011 folgte ihr der Berliner Kunstkritiker und Kurator Hans-Jürgen Hafner nach.
2011/2012 war sie Lehrbeauftragte an der Staatlichen Hochschule für Gestaltung Karlsruhe im Fachbereich Ausstellungsdesign und kuratorische Praxis. Seit 2013 leitet sie die Abteilung Dramaturgie der Kunsthalle Wien.
Müller ist Mitglied im Vorstand der IKT – International Association of Curators of Contemporary Art. 2014 kuratierte sie gemeinsam mit Nicolaus Schafhausen den 55. Oktobersalon in Belgrad. Sie ist Kuratorin des Albanischen Pavillons auf der Biennale von Venedig 2017, in dem die Arbeit „Occurrence in Present Tense“ von Leonard Qylafi gezeigt wird.

## Kuratierte Ausstellungen (Auswahl)
- 2019: Peter Friedl. Teatro. Kunsthalle Wien, mit Anne Faucheret
- 2018: Antarktika. Kunsthalle Wien
- 2017: Florian Hecker. Halluzination, Perspektive, Synthese. Kunsthalle Wien
- 2008: Ian Wallace – A Literature of Images, Kunsthalle Zürich (auch: Witte de With, Rotterdam, Kunstverein Düsseldorf)
- 2008: Palermo, Kunsthalle Düsseldorf
- 2007: Modelle für Morgen, European Kunsthalle, Köln
- 2006: Erika Sulzer-Kleinemeier, Ursula Blickle Stiftung, Kraichtal; Under Construction, European Kunsthalle, Köln
- 2005: Paralleles Leben, Frankfurter Kunstverein
- 2004: Deutschland sucht, Kölnischer Kunstverein; Adorno – zum 100. Geburtstag, Frankfurter Kunstverein